# Torolf Mølgaard
Torolf Mølgaard (* 8. Juni 1939 in Kopenhagen) ist ein dänischer Posaunist des Modern Jazz. 

## Leben und Wirken
Mølgaard, der mit neun Jahren Tuba im örtlichen Blasorchester spielte und sich mit fünfzehn Jahren selbst das Posaunenspiel beibrachte, war zunächst als Militärmusiker tätig, trat aber auch mit der Saratoga Jazzband in Aarhus auf. Ab 1961 spielte er regelmäßig mit Jesper Thilo und wurde 1964 Mitglied der Danish Radio Big Band, wo er bis 1973 blieb und auch mit George Russell und Don Cherry konzertierte. Daneben trat er auch mit der Kenny Clarke/Francy Boland Big Band auf, an deren Album Out of the Folk Bag er beteiligt war. Anschließend spielte er in der Big Band von Sender Freies Berlin, bevor er 1977 nach Frankfurt in die hr-Bigband wechselte, wo er bis 2003 tätig war (sein Nachfolger wurde Christian Jaksjø). Daneben spielte er mit der von ihm geleiteten Gruppe Trombones United und mit den Tieftöner-Ensembles Low Brass und Tuba Jazz Incorporated. Er trat auch mit Peter Herbolzheimer, Gustl Mayer und Knut Kiesewetter auf und ist auch auf Platten von Ernst Mosch und Marianne Rosenberg zu hören.

## Diskographische Hinweise
- Lone Rider (Artist, 1972) mit Erling Kroner, Axel Windfeld, Ole Kurt Jensen, Ole Kock Hansen, Ole Molin, Niels-Henning Ørsted Pedersen, Bjarne Rostvold